# Portrait de jeune femme (Raphaël)
Pour les articles homonymes, voir Portrait de jeune femme.
Le Portrait de jeune femme est un tableau de Raphaël peint vers 1520 et conservé au musée des beaux-arts de Strasbourg. Représentant une jeune femme inconnue, ce portrait a donné lieu à de nombreux débats sur son attribution, plusieurs critiques y voyant une coopération entre Raphaël et son élève le plus célèbre, Giulio Romano.

## Identité du sujet
L'identité de la femme représentée n'est pas connue et a été sujette à diverses interprétations : l'historien d'art Bernard Berenson y voit un portrait de la célèbre Fornarina alors que Peter Gould rapproche le tableau d'un autre portrait similaire conservé à la Galerie Barberini à Rome et qui représenterait la même personne à une époque différente de sa vie (le tableau du musée des beaux-arts ayant comme différences un front plus fuyant, un nez plus développé, une bouche plus en chair ainsi qu'un cou plus long). D'autre part, on peut noter que certains traits de la jeune femme sont caractéristiques de l'idéal féminin de Romano et se retrouvent ainsi dans d'autres de ses tableaux représentant des femmes, dont des œuvres à sujet religieux comme la Vierge de la Pala Fugger (église Santa Maria dell'Anima à Rome) : on y retrouve le même front, le même type de coiffure où les cheveux sont répartis de part et d'autre du haut du front, ainsi qu'un nez et un menton plutôt pointus et fuyants.

## Attribution et description
Réalisé avec la virtuosité et l'application caractéristiques de Raphaël, que l'on retrouve dans ses autres portraits, dès 1938 pourtant l'attribution de ce portrait au maître d'Urbino a fait débat et a été remise en cause par la critique pour le donner plutôt à son élève Giulio Romano. En effet, celui-ci était l'élève le plus appliqué de Raphaël et savait si bien se rapprocher de la manière de peindre de son maître, avec les mêmes qualité dans le rendu, que l'on a parfois confondu leurs œuvres, d'autant plus que les collaborations entre les deux n'étaient pas rares. D'ailleurs, plus récemment les spécialistes ont tendu à rendre partiellement l'œuvre à Raphaël, y voyant justement une collaboration avec son élève.
La qualité du portrait est en effet indéniable et a toujours été reconnue : on peut noter l'éclat et la finesse du traitement du tissu soyeux de l'habit de la jeune femme ainsi que des perles de sa ceinture. Les différences subtiles dans le rendu de la carnation des mains et du visage du personnage témoignent également de la pleine maîtrise de l'art du portrait.

## Sources
- Voir liens externes